# Березнянская сотня
Березнянская сотня — военно-административная единица в составе Черниговского полка. После ликвидации полка в 1784 году преобразованы в населённые пункты.
Возникла около 1651—1654 гг., официально после Переяславского соглашения с Москвой. До 1672 года сотня находилась в составе Нежинского полка, затем перешла в состав Черниговского полка Гетманщины.
В 1669 из сотни выделено Стольненскую сотню. Гетман Иван Самойлович при реформировании полкового устройства Левобережной Украины в 1672 году включил сотню в состав Черниговского полка, в составе которого она находилась до ликвидации в 1782 году. После её ликвидации населенные пункты сотни были включены в состав Черниговского наместничества.
В состав сотни входили такие населённые пункты, как: Волосковцы, Степановка, Стольное, Локнистое, Михайлово, Городище.

## Сотники
- Подгайный Семен (1654)
- Гоневський Савва Ионович (1660—1680)
- Грибовский Павел Мартынович (1676)
- Антонович Василий (1676—1689)
- Мокриевич Самойло Карпович(1689—1690)
- Мандрыка Прокоп (1688)
- Иваниченко Яков (1695)
- Скоропадский Василий Ильич (1697—1709)
- Иванович Михаил (1711)
- Бонаткевич (Бунаркевич) Василий (1711—1719)
- Лысенко Федор Иванович (1723—1728)
- Давыдович Иван (1724)
- Брежицький Александр (1730, 1731—1735)
- Лысенко Андрей Федорович (1744—1746)
- Михно Андрей (1742)
- Сахновский Каким (1748—1769)
- Сахновский Павел (1770—1782)